# Joaquim Silvério de Souza
Joaquim Silvério de Souza (* 20. Juli 1859 in São Miguel de Piracicaba, Minas Gerais, Brasilien; † 30. August 1933) war ein brasilianischer Geistlicher und römisch-katholischer Erzbischof von Diamantina.

## Leben
Joaquim Silvério de Souza wurde am 24. Februar 1882 zum Diakon geweiht und empfing am 4. März desselben Jahres das Sakrament der Priesterweihe.
Am 16. November 1901 ernannte ihn Papst Leo XIII. zum Titularbischof von Bagis und zum Koadjutorbischof von Diamantina. Der Bischof von Mariana, Silvério Gomes Pimenta, spendete ihm am 2. Februar 1902 die Bischofsweihe; Mitkonsekratoren waren der Bischof von Pouso Alegre, João Batista Corrêa Néri, und der Bischof von Espírito Santo, Fernando de Souza Monteiro CM.
Am 17. Mai 1905 wurde Joaquim Silvério de Souza in Nachfolge des verstorbenen João Antônio dos Santos Bischof von Diamantina. Papst Pius X. ernannte ihn am 29. Januar 1909 zum Titularerzbischof von Axomis und zum Weihbischof in Rio de Janeiro. Joaquim Silvério de Souza wurde am 25. Januar 1910 erneut zum Bischof von Diamantina bestellt. Am 28. Juni 1917 wurde er infolge der Erhebung des Bistums Diamantina zum Erzbistum erster Erzbischof von Diamantina.